# Rhabdoviridae
Famille
Genres de rang inférieur
- Almendravirus
- Alphanemrhavirus
- Alphanucleorhabdovirus
- Arurhavirus
- Barhavirus
- Betanucleorhabdovirus
- Caligrhavirus
- Curiovirus
- Cytorhabdovirus
- Dichorhavirus
- Ephemerovirus
- Hapavirus
- Ledantevirus
- Lostrhavirus
- Lyssavirus
- Mousrhavirus
- Novirhabdovirus
- Nucleorhabdovirus
- Ohlsrhavirus
- Perhabdovirus
- Sawgrhavirus
- Sigmavirus
- Sprivivirus
- Sripuvirus
- Sunrhavirus
- Tibrovirus
- Tupavirus
- Varicosavirus
- Vesiculovirus
- Zarhavirus

Les Rhabdoviridae sont une famille de virus de l'ordre des Mononegavirales qui appartient au groupe V (virus à ARN à simple brin à polarité négative) de la classification Baltimore. Elle comprend 30 genres et 191 espèces de virus (ICTV, version 2019) qui peuvent infecter les animaux (Vertébrés ou Invertébrés) et les plantes. Cette famille comprend notamment le virus de la rage.

## Étymologie
Le nom de la famille « Rhabdoviridae » dérive d'un terme de grec ancien, « rhabdos » (ῥάβδος) signifiant « bâtonnet », en référence à la morphologie du virion.

## Principaux genres
Selon l'ICTV (International Committee on Taxonomy of Viruses).

### Virus infectant les Vertébrés
- Lyssavirus. Les hôtes sont des mammifères, y compris l'Homme chez lequel ces virus peuvent provoquer une encéphalite mortelle (rage).
  - virus de la rage
  - virus de la chauve-souris de Lagos
  - virus de la chauve souris australienne
  - virus de la chauve-souris européenne
- Novirhabdovirus.  Les hôtes sont des poissons téléostéens chez lesquels ces virus peuvent provoquer une maladie hémorragique grave.
  - virus de la tête de serpent
  - septicémie hémorragique virale
  - virus de la nécrose hématopoïétique
- Perhabdovirus. Ces virus, transmis par l'eau, infectent les poissons téléostéens, et peuvent provoquer une maladie hémorragique grave.
- Sprivivirus. Ces virus, transmis par l'eau, infectent les poissons téléostéens, et peuvent provoquer une maladie hémorragique grave.
- Tupavirus. Isolés chez des oiseaux, des insectivores et des rongeurs, ces virus peuvent aussi infecter d'autres vertébrés.

### Virus infectant les Vertébrés, transmis par des Arthropodes
- Curiovirus. Certains de ces virus ont été isolés des moucherons, des phlébotomes et des moustiques. Ils peuvent infecter des oiseaux.
- Ephemerovirus. Virus isolés principalement du bétail, des moustiques ou des moucherons. Certains provoquent une maladie fébrile aiguë chez les bovins.
  - virus de la fièvre éphémère bovine
- Hapavirus. Ces virus infectent les oiseaux et les mammifères, et ont souvent été isolés chez des moustiques ou des moucherons.
- Ledantevirus. Ces virus infectent les mammifères ; beaucoup ont été isolés chez les chauves-souris ou des rongeurs,  certains  peuvent être transmis par des arthropodes.
- Sripuvirus. Ces virus ont été isolés chez des phlébotomes ou des lézards.
- Tibrovirus. Certains de ces virus infectent les bovins et les buffles et sont transmis par les moucherons ; certains autres Tibrovirus ont été détectés chez l'Homme.
- Vesiculovirus. Ces virus infectent de nombreux Vertébrés et sont transmis par des insectes, ou parfois  par contact direct entre Vertébrés. Les Vésiculovirus peuvent provoquer une stomatite vésiculaire chez le bétail  ou sont associés à un syndrome grippal et à une encéphalite occasionnelle chez l'Homme.
  - virus de la stomatite vésiculaire

### Virus infectant les Invertébrés
- Almendravirus. Ces virus ont été isolés à partir de moustiques et semblent mal adaptés à la réplication chez les Vertébrés.
- Alphanemrhavirus. Certains de ces virus ont été détectés par séquençage à haut débit chez des nématodes parasites (vers ronds du phylum Nematoda).
- Caligrhavirus. Ces virus ont été détectés chez des poux du poisson (crustacés de la famille des Caligidés).
- Sigmavirus. Ces virus sont transmis verticalement, chaque virus infectant une mouche d'une seule espèce des familles Drosophilidae ou Muscidae.

### Virus infectant les plantes
- Cytorhabdovirus. Ces virus infectent de nombreuses espèces de plantes, se répliquant dans le cytoplasme des cellules végétales infectées. Ils sont transmis par des Arthropodes (pucerons, cicadelles).
- Dichorhavirus. Ces virus infectent les plantes, notamment les agrumes, le caféier et les orchidées. Ils sont transmis par des acariens du genre Brevipalpus.
- Nucleorhabdovirus. Ces virus infectent une vaste gamme de plantes, se répliquant dans le noyau des cellules végétales infectées. Ils sont transmis par des Arthropodes (pucerons, cicadelles).
  - virus de la mosaïque du maïs
- Varicosavirus. Naturellement présents dans deux familles de plantes (Asteraceae et Solanaceae), ces virus sont transmis par les zoospores d'un champignon tellurique chytride, Olpidium brassicae.